# Tour de Buranaccio
La tour de Burranaccio (en italien : Torre di Buranaccio) est un élément de fortification côtière située dans la municipalité de Capalbio, juste au bord du lac de Burano. La tour côtière se trouve au sud de la réserve naturelle du lac de Burano, le long de la côte de la mer tyrrhénienne en Toscane.

## Histoire
La fortification actuelle a été construite vers le milieu du XVIe siècle, à l'endroit où se dressait probablement une structure préexistante du Moyen Âge.
La tour était l'avant-poste défensif le plus méridional de l'État des Présides et était située juste à la frontière avec le grand-duché de Toscane et l'État de l'Église.
Au cours des siècles suivants, la fortification a subi quelques interventions de restructuration qui, cependant, ont conservé l'aspect d'origine presque intact.

## Description
La tour de Buranaccio rappelle les éléments stylistiques de la plus imposante forteresse espagnole de Porto Santo Stefano.
La structure défensive côtière est divisée en trois niveaux, présentant une section carrée qui repose sur une puissante base escarpée, avec laquelle elle est placée en contiguïté par un cordon ; les murs sont principalement recouverts de pierre et se caractérisent par une épaisseur considérable qui varie entre 2 et 3 mètres.
La partie supérieure présente un couronnement d'encorbellements assez larges et saillants qui forment la base de la terrasse sommitale, dépourvue de créneaux, où le balcon s'articulait probablement à l'origine. De l'intérieur de la terrasse, à l'un des quatre angles, s'élève une petite structure artificielle en maçonnerie de section rectangulaire.

## Galerie

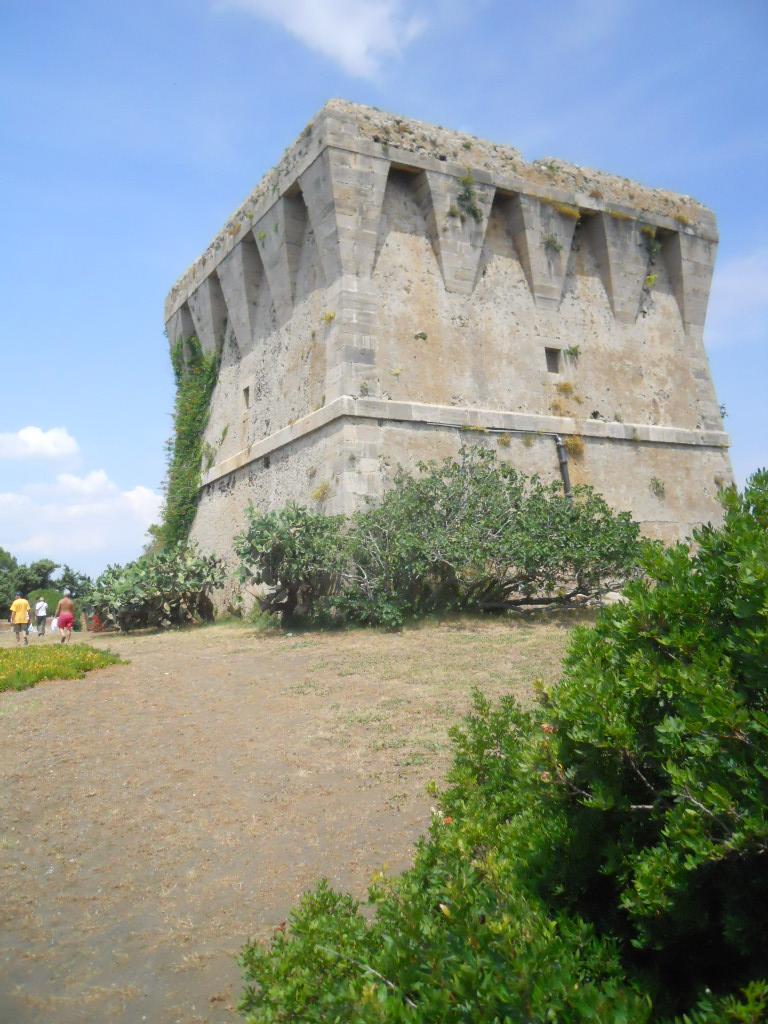
Tour de Buranaccio
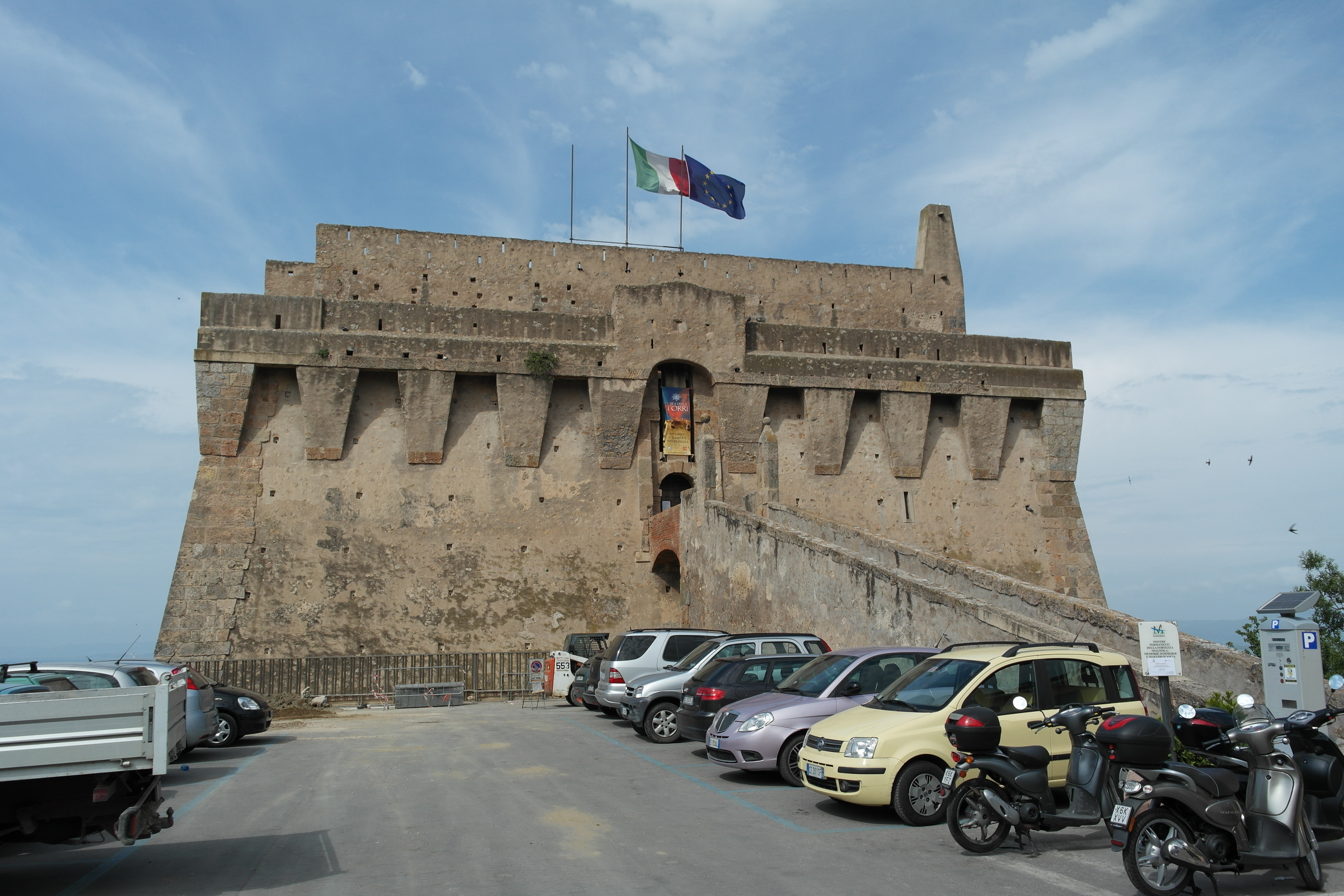
Forteresse Espagnole de Porto Santo Stefano